# 伊莎贝拉·卡乐
伊莎贝拉·卡乐（Isabella Karle，1921年12月2日—2017年10月3日）是一位美国化学家，她曾經從氧化钚的混合物中提取出三氯化钚。伊莎贝拉·卡乐曾获得加文-奥林奖、爱明诺夫奖、鲍尔奖、国家科学奖章以及海军杰出平民服务奖。